# Enchantement (film, 1921)
Pour les articles homonymes, voir Enchantment.
Pour plus de détails, voir Fiche technique et Distribution.
Enchantement (titre original : Enchantment) est un film américain réalisé par Robert G. Vignola et sorti en 1921.

## Synopsis
Ethel est la fille gâtée du millionnaire M. Hoyt, qui a décidé qu'un homme dur à cuire pourrait être en mesure d'éduquer sa fille. Il engage Ernest Eddison, l'acteur jouant Petruchio dans Shrew. Ernest convainc Ethel de passer une audition pour une production amateur de La Belle au bois dormant, puis la fait passer à tabac pendant les répétitions. Ethel est sur le point d'exploser quand Ernest la séduit enfin avec un lulu d'un baiser du troisième acte.

## Fiche technique
- Titre original : Enchantment
- Réalisation : Robert G. Vignola
- Scénario : Luther Reed d'après une histoire Manhandling Ethel de Frank R. Adams[1]
- Production : Cosmopolitan Productions
- Décors : Joseph Urban[2]
- Distribution : Paramount Pictures
- Photographie : Ira H. Morgan
- Durée : 90 minutes
- Date de sortie: 
  - États-Unis : 20 novembre 1921

## Distribution

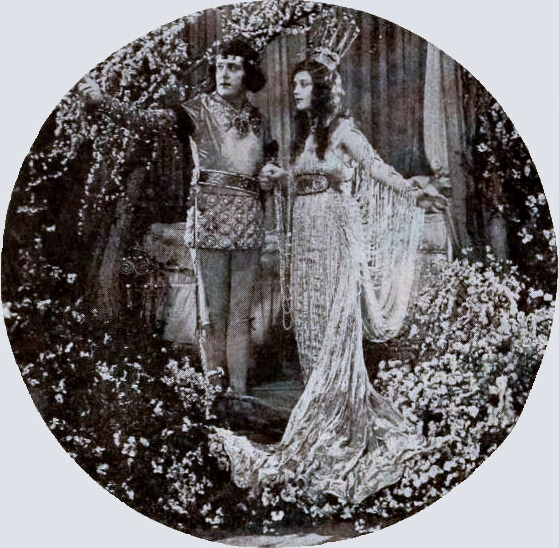
Forrest Stanley et Marion Davies dans une scène dEnchantment

- Marion Davies : Ethel Hoyt
- Forrest Stanley : Ernest Eddison
- Edith Shayne : Mrs. Hoyt
- Tom Lewis : Mr. Hoyt
- Arthur Rankin : Tommy Corbin
- Corinne Barker : Nalia
- Maude Turner Gordon : Mrs. Leigh
- Edith Lyle : Fairy Tale Queen
- Huntley Gordon : Fairy Tale King
- Julia Hurley : Fairy tale crone